# ديتا كرمبرغا
ديتا كرمبرغا (باللاتفية: Dita Krūmberga) مواليد 30 مارس 1984 في ريغا، هي لاعبة كرة سلة لاتفية سابقة. بدأت مسيرتها الاحترافية في سنة 2004. وحملت الرقم 12. يبلغ طولها 6 قدم 0 بوصة (1.8 م). مثلت منتخب بلادها. شاركت في دورة الألعاب الأولمبية الصيفية سنة 2008 وحققت المركز الـ 9. اعتزلت اللعب في 2012.

## روابط خارجية
- ديتا كرمبرغا على موقع الاتحاد الدولي لكرة السلة (الإنجليزية)
- ديتا كرمبرغا على موقع كرة السلة الأوروبية.كوم (الإنجليزية)
- ديتا كرمبرغا على موقع كلية كرة السلة في سبورتس رفرنس.كوم (الإنجليزية)
- ديتا كرمبرغا على موقع بروبوليرز (الإنجليزية)
- ديتا كرمبرغا على موقع سبورتس رفرنس (الإنجليزية)
- ديتا كرمبرغا على موقع اللجنة الأولمبية الدولية (الإنجليزية)
- ديتا كرمبرغا على موقع أوليمبيديا (الإنجليزية)
- ديتا كرمبرغاعلى موقع اللجنة الأولمبية اللاتفية (مؤرشف) (اللاتفية)